# Брэндом, Роберт
Роберт Бойс Брэндом (англ. Robert Boyce Brandom; род. 13 марта 1950) — американский философ. Доктор (1975), заслуженный профессор в Университете Питтсбурга. Работает преимущественно в области философии языка, философии сознания и философской логики, а его научная деятельность отражает как систематический, так и исторический интересы к этим темам. Его работы представляют собой, можно сказать, «первую полностью систематическую и технически строгую попытку объяснить значение лингвистических элементов с точки зрения их использования в соответствии с социальными нормами (так называемое 'значение как использование', восходящее к утверждению Витгенштейна), предлагая тем самым не-репрезентационистскую трактовку намеренности мысли и рациональности действия».
Брэндом широко рассматривается как представитель американской прагматистской традиции в философии. В 2003 году он получил премию Меллон за выдающиеся достижения.

## Образование
Брэндом получил степень бакалавра в 1972 году в Йельском университете и степень доктора философии в 1977 году в Принстонском университете под руководством Ричарда Рорти и Дэвида Келлога Льюиса. Его докторская диссертация называлась Practice and Object («Практика и объект»).

## Философия
На работы Брэндома оказали влияние работы Вилфрида Селларса, Ричарда Рорти, Майкла Дамметта и его коллеги из Питтсбурга Джона Макдауэлла. Он также широко опирается на труды Иммануила Канта, Г. В. Ф. Гегеля, Готтлоба Фреге и Людвига Витгенштейна.
Он наиболее известен своими исследованиями лингвистических значений, или семантики. Он отстаивает точку зрения, что значение выражения определяется тем, как оно используется в выводах. Этот проект подробно разрабатывается в его книге 1994 года «Making It Explicit» («Сделать явным») и кратко в «Articulating Reasons: An Introduction to Inferentialism» («Выражение причин: введение в инференциализм») 2000 года. Глава последней работы «Semantic Inferentialism and Logical Expressivism» («Семантический инференциализм и логический экспрессионизм») обрисовывает основные темы репрезентационизма (традиции основывать семантику на понятии представления) против инференциализма (убеждение в том, что выражение имеет смысл только в том случае, если оно подчиняется определенным правилам вывода) и отношение инференциализма к логическому экспрессионизму (убеждение в том, что «логика является экспрессивной в том смысле, что она явно выражает или кодифицирует определенные аспекты инференциальной структуры нашей речевой практики»).
В 2002 году Брэндом опубликовал сборник эссе по истории философии под названием «Tales of the Mighty Dead» («Рассказы о могучих мертвецах»), критический и исторический очерк того, что он называет «философией намеренности». Он является редактором сборника статей о философии Ричарда Рорти «Rorty and His Critics» («Рорти и его критики») (2000). Брэндом провел лекции Джона Локка в 2006 году в Оксфордском университете, а издательство Оксфордского университета опубликовало их под названием «Between Saying and Doing: Towards an Analytic Pragmatism» («Между сказанным и сделанным: к аналитическому прагматизму») (2008). В 2019 году он выпустил книгу под названием «A Spirit of Trust» («Дух доверия»), посвященную «Феноменологии духа» Гегеля.
Фелло Американской академии искусств и наук с 2000 года.
Лауреат премии Аннелизы Майер (2015).

## Труды
- The Logic of Inconsistency, with Nicholas Rescher. Basil Blackwell, Oxford 1980.
- Making It Explicit: Reasoning, Representing, and Discursive Commitment, Harvard University Press (Cambridge) 1994. ISBN 0-674-54319-X
- Empiricism and the Philosophy of Mind, by Wilfrid Sellars, Robert B. Brandom (ed.) Harvard University Press, 1997. With an introduction by Richard Rorty and Study Guide by Robert Brandom ISBN 0-674-25154-7
- Rorty and His Critics, edited, with an introduction (includes «Vocabularies of Pragmatism») by Robert Brandom. Original essays by: Rorty, Habermas, Davidson, Putnam, Dennett, McDowell, Bouveresse, Brandom, Williams, Allen, Bilgrami, Conant, and Ramberg. Blackwell Publishers, Oxford, July 2000 ISBN 0-631-20981-6
- Articulating Reasons: An Introduction to Inferentialism, Harvard University Press, 2000 (paperback 2001), 230 pp. ISBN 0-674-00158-3
- Tales of the Mighty Dead: Historical Essays in the Metaphysics of Intentionality, Harvard University Press, 2002. ISBN 0-674-00903-7
- In the Space of Reasons: Selected Essays of Wilfrid Sellars, edited with an introduction by Kevin Scharp and Robert Brandom. Harvard University Press, 2007. ISBN 0-674-02498-2
- Between Saying and Doing: Towards an Analytic Pragmatism, Oxford University Press, 2008. ISBN 0-199-54287-2
- Reason in Philosophy: Animating Ideas, Harvard University Belknap Press, 2009. ISBN 9780674053618
- Perspectives on Pragmatism: Classical, Recent, & Contemporary, Harvard University Press, 2011. ISBN 978-0-674-05808-8
- From Empiricism to Expressivism: Brandom Reads Sellars, Harvard University Press, 2015 ISBN 978-0674187283
- Wiedererinnerter Idealismus, Suhrkamp Verlag, 2015 ISBN 978-3-518-29704-9 (in German)
- A Spirit of Trust: A Reading of Hegel’s Phenomenology, Harvard University Press, 2019. ISBN 978-0674976818
- Pragmatism and Idealism: Rorty and Hegel on Reason and Representation, Oxford University Press, 2023. ISBN 978-0-19-287021-6